# Шри-Ланка на летних Олимпийских играх 2000
Шри-Ланка принимала участие в Летних Олимпийских играх 2000 года в Сиднее (Австралия) в тринадцатый раз за свою историю, и завоевала одну серебряную медаль. Это первая олимпийская медаль с Летних Олимпийских игр в Лондоне в 1948 году. Сборную страны представляло 18 спортсменов, в том числе 9 женщин. 

## Серебро
- Лёгкая атлетика, женщины, 200 метров — Сусантика Джаясингх.

## Состав олимпийской сборной Шри-Ланки

### Стрельба
Спортсменов — 2
После квалификации лучшие спортсмены по очкам проходили в финал, где продолжали с очками, набранными в квалификации. В некоторых дисциплинах квалификация не проводилась. Там спортсмены выявляли сильнейшего в один раунд.
Женщины
| Спортсмен           | Соревнование   | Квалификация | Место | Финал     | Место     | Всего | Место |
| ------------------- | -------------- | ------------ | ----- | --------- | --------- | ----- | ----- |
| Малини Викрамасинье | Винтовка, 10 м | 382          | 47    | Не прошла | Не прошла | 382   | 47    |
| Рувани Абейманне    | Пистолет, 10 м | 375          | 31    | Не прошла | Не прошла | 375   | 31    |